# StEG II 1251–1256
A StEG II 1251–1256 egy tehervonati szerkocsisgőzmozdony-sorozat volt az Osztrák–Magyar Államvasút-Társaságnál, amely egy osztrák-magyar magánvasúttársaság volt.
A StEG ezeket a négycsatlós mozdonyokat a saját mozdonygyárában építtette 1890-ben. A hat mozdonyt a Vn osztályba sorolták és a 1251–1256 pályaszámokat adták nekik. 1897-ben a sorozatszámot 43-ra változtatták. A mozdonyok belsőkeretes, külsővezérlésűek voltak dupla gőzdómmal és igen nagy rostélyfelülettel, melyre a gyenge minőségű szenek eltüzelése miatt szükség. A negyedik csatolt kerékpár tengelye oldalirányban elmozdulhatott, melyre a kedvezőbb kanyarfutás elérése miatt volt szükség.
A StEG osztrák részének 1909-es államosítása után a kkStB a mozdonyokat a kkStB 75 sorozatba osztotta be a 01-06 pályaszámok alá.
Az első világháborút követően a két mozdony, amely túlélte a háborút a Csehszlovák Államvasutakhoz került a ČSD 414.3 sorozatba és már az 1920-as évek elején selejtezték őket.

## Fordítás
- Ez a szócikk részben vagy egészben  a   StEG II 1251–1256 című német Wikipédia-szócikk fordításán alapul.  Az eredeti cikk szerkesztőit annak laptörténete sorolja fel. Ez a jelzés csupán a megfogalmazás eredetét és a szerzői jogokat jelzi, nem szolgál a cikkben szereplő információk forrásmegjelöléseként.